# Ред-Клифф (индейская резервация)
Ред-Клифф (англ. Red Cliff Indian Reservation) — индейская резервация алгонкиноязычного народа оджибве, расположенная в северной части штата Висконсин, США.

## История
В XVII веке французские торговцы мехом и иезуиты прибыли на остров Мадлен и основали торговый пост Ла-Пуэнт при католической миссии. В XVIII веке оджибве распространились к югу и западу от озера Верхнее. Оджибве, которые остались в окрестностях острова Мадлен, стали известны под общим названием племя ла-пуэнт.
В 1836, 1837, 1842 и 1854 годах племя ла-пуэнт заключило договоры с правительством Соединённых Штатов. Эта серия договоров уступила федеральному правительству большие участки земли в Северном Висконсине, Мичигане и Миннесоте. В обмен на эти обширные уступки территорий племенам были обещаны небольшие суммы денег, обучение и оборудование для сельского хозяйства. Кроме того, договор 1854 года создавал резервации для различных групп и племён, включая резервацию Ред-Клифф.

## География
Резервация находится в северо-восточной части округа Бейфилд на южном берегу озера Верхнее. Общая площадь Ред-Клифф, включая трастовые земли (2,15 км²), составляет 59,346 км², из них 58,995 км² приходится на сушу и 0,351 км² — на воду. Административным центром резервации и штаб-квартирой племени является город Бейфилд. 

## Демография
По данным федеральной переписи населения 2010 года, в резервации проживало 1 123 человека. Согласно федеральной переписи населения 2020 года в резервации проживало 1 403 человека, насчитывалось 478 домашних хозяйств и 610 жилых домов. Средний доход на одно домашнее хозяйство в индейской резервации составлял 40 000 долларов США. Около 34,9 % всего населения находились за чертой бедности, в том числе 45 % тех, кому ещё не исполнилось 18 лет, и 11,8 % старше 65 лет.
Расовый состав распределился следующим образом: белые — 160 чел., афроамериканцы — 1 чел., коренные американцы (индейцы США) — 1 162 чел., азиаты — 1 чел., океанийцы — 0 чел., представители других рас — 4 чел., представители двух или более рас — 75 человек; испаноязычные или латиноамериканцы любой расы составили 76 человек. Плотность населения составляла 23,64 чел./км².

## Достопримечательности
Одной из главных достопримечательностей резервации является племенной национальный парк Фрог-Бей, основанный в 2012 году. Это первый племенной национальный парк в Соединённых Штатах. Парк защищает около 0,71 км² бореальных лесов, водно-болотных угодий и неосвоенного побережья Верхнего озера. В нём есть пешеходные маршруты и маршруты для прогулок на снегоступах через первобытный бореальный лес. С песчаного пляжа открывается вид на острова Апосл-Айлендс, включая острова Оук, Бассвуд, Хермит, Распберри и Стоктон. Племенной национальный парк Фрог-Бей был удостоен губернаторской премии в области туризма в 2019 году.

## Комментарии
1. ↑  Сам город не входит в состав резервации, а является лишь штаб-квартирой племени.